# Largo Jean Monnet
O Largo Jean Monnet é um largo localizado na freguesia de Santo António, anteriormente Coração de Jesus, em Lisboa.
O Largo Jean Monnet, localiza-se junto à Rua do Salitre, na zona central da cidade de Lisboa. Este largo possui um jardim e fica ou perto do Parque Mayer e do Jardim Botânico, numa zona onde no século XIX se situavam o Teatro do Salitre e o Tauródromo, hoje já demolidos. O largo foi baptizado em honra de um dos mentores da Comunidade Económica Europeia, o francês Jean Monnet, que também empresta o nome ao Centro Europeu Jean Monnet, um centro de documentação e informação da União Europeia, que está aqui sedeado. Aqui situa-se também a Esquadra da Polícia, responsável pela segurança desta zona de Lisboa.
O largo Jean Monnet é frequentemente palco de manifestações contra ou a favor de iniciativas, políticas ou decisões da União Europeia, como contra a revisão da PAC ou contra a adesão da Turquia à União Europeia.